# National Tennis League
La National Tennis Ligue est une ligue professionnelle de joueurs de tennis fondée en 1967 par Georges MacCall. En 1970, elle fusionna avec le World Championship Tennis, une ligue concurrente dirigée par Lamar Hunt.

## Historique
La National Tennis Ligue fut fondée en 1967 par Georges MacCall, le capitaine de l'équipe des États-Unis de Coupe Davis de l'époque, pour superviser l'organisation d'une série de compétitions réservées aux joueurs de tennis professionnels.
En 1968, Billie Jean King fut la première joueuse de l'ère Open à signer un contrat pour un circuit professionnel féminin avec Rosie Casals, Françoise Dürr et Ann Haydon-Jones. Dürr et Casals reçurent une garantie de 20 000 dollars par année pendant deux ans. Pour Jones c'était 25 000 $ et King 40 000 $. Georges MacCall envisageait de les faire jouer nombre de tournois entre elles et ne s'attendait pas à ce qu'elles s'impliquent dans les tournois Open, comme ce fut le cas. Ces quatre joueuses rejoignaient les six joueurs masculins Rod Laver, Ken Rosewall, Pancho Gonzales, Andrés Gimeno, Fred Stolle and Roy Emerson. Arthur Ashe et Stan Smith ont également été affiliés à la ligue.

## Tournois
Sélection des principaux tournois organisés par la NTL en 1968 :
- mars : Buenos Aires, Bogota
- avril : Cannes, Paris
- mai : Wembley
- août : Binghamton, Fort Worth
- octobre : Midland, Corpus Christi
- novembre : Sao Paulo, Lima